# روبرتو اسکایرز
روبرتو اسکایرز (انگلیسی: Roberto Skyers؛ ۱۲ نوامبر ۱۹۹۱) دونده اهل کشور کوبا است.
از افتخارات وی میتوان به کسب مدال طلا دو ۲۰۰ متر در بازی‌های پان امریکن ۲۰۱۱ و بازی‌های آمریکای مرکزی و کارائیب ۲۰۱۴ اشاره کرد.